# محمد نعیم بلوچ
نعیم بلوچ معروف به تورن نعیم سیاست‌مدار اهل افغانستان است. او والی اسبق ولایت هلمند است. وی از ۲۰۱۲ تا ۲۰۱۵ این منصب را بر عهده داشت.
محمدنعیم بلوچ زادۀ ولایت نیمروز مرکز شهر زرنج است. او در حزب اتحاد افغانستان به عنوان معاون اوپراتیفی ریاست عمومی امنیت ملی ایفا وظیفه نموده است. او دارای چهار فرزند پسر است و تحصیلات وی در دانشگاه نظامی تحصیل کرده است.